# Введение прикорма

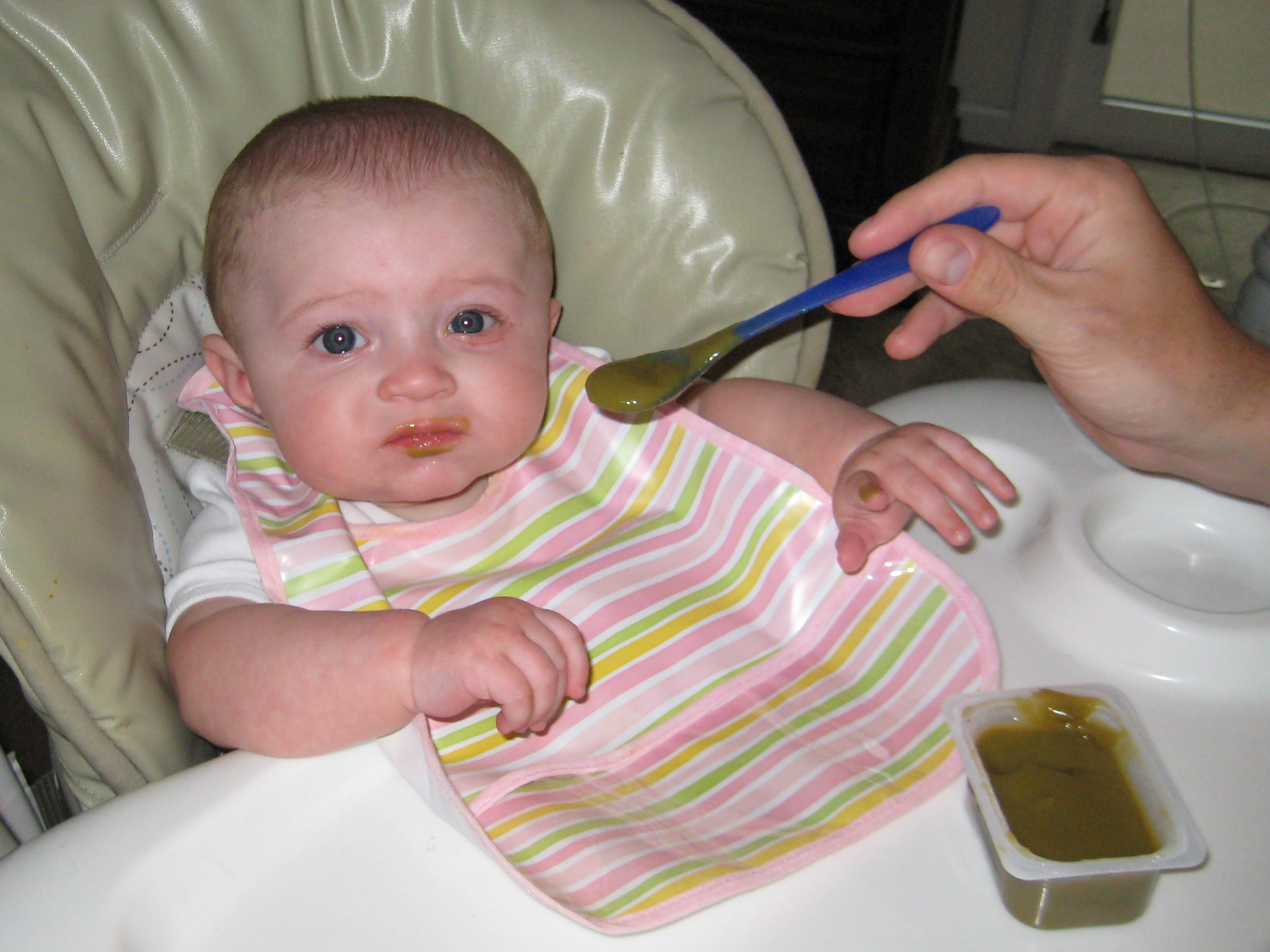
Введение прикорма пюрированной зелёной фасолью.

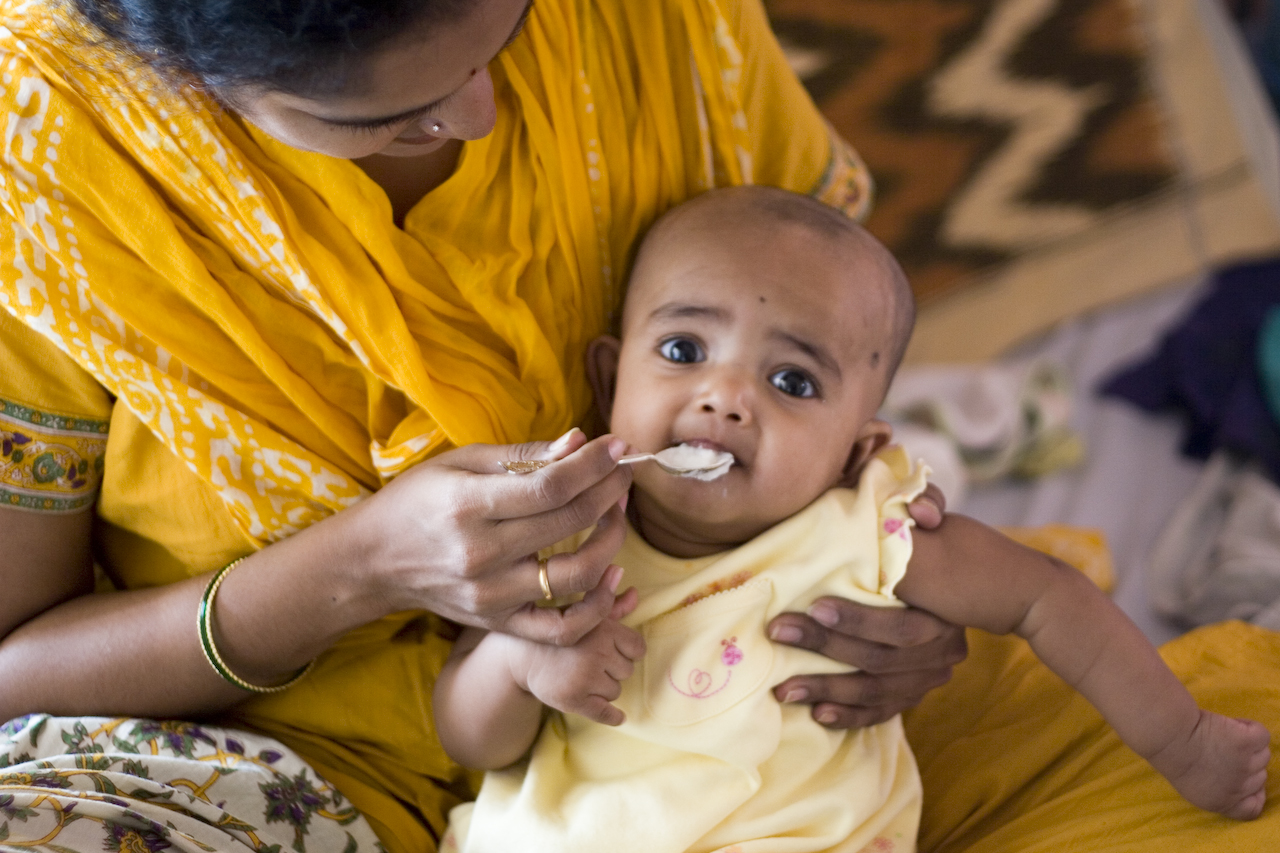
Введение прикорма. Индийская мать даёт ребёнку впервые попробовать рис.

Введение прико́рма — это введение любых более плотных, чем грудное молоко или молочная смесь, пищевых продуктов, домашнего или промышленного приготовления, дополняющих грудное молоко или молочную смесь у здорового ребёнка после 4—6 месяцев жизни и способствующих постепенному переводу ребёнка на общий стол. Прикорм значимо дополняет грудное молоко или молочную смесь во втором полугодии жизни, но не является основой рациона ребёнка.
Введение прикорма предотвращает недоедание, подразумевающее недостаток питательных веществ и энергии. В 12 месяцев большинство детей уже способно есть ту же обычную еду, что и другие члены семьи (с учётом подходящей формы и консистенции, чтобы ребёнок не подавился).
Человек является единственным млекопитающим, которое вводит специально приготовленный прикорм перед тем, как перестать кормить грудью. Также человек является единственным приматом, который перестаёт кормить грудью до того, как детёныш сможет самостоятельно добывать пищу.

## Общие сведения
Согласно ВОЗ введение прикорма — это кормление грудных детей продуктами и жидкостями в дополнение к грудному молоку. При переходе от исключительно грудного вскармливания к прекращению кормления грудью грудные дети постепенно приучаются к домашней пище с полной заменой грудного молока в конечном итоге. К возрасту 1 года дети могут есть обычную пищу с семейного стола, не требующую специальной подготовки, однако в такую пищу не рекомендуется добавлять соль. При этом продолжать кормить ребенка грудным молоком или молочной смесью желательно не менее, чем до 1 года.
По сроку введения прикорма сохраняется много разногласий. А вопрос о введении прикорма между 4 и 6 месяцами или с 6 месяцев остаётся открытым. Во многих промышленных странах прикорм вводится между 4 и 6 месяцами. В странах с переходной экономикой есть данные о том, что введение прикорма до 6 месяцев не сказывается на улучшении показателей массы и длины тела. Для Европейского региона ВОЗ рекомендует исключительно грудное вскармливание примерно до 6 месяцев и не менее, чем в течение первых 4-х месяцев.

## Аллергенные продукты и глютен
К высокоаллергенным относятся такие продукты как продукты на основе коровьего молока, куриные яйца, соевые бобы, пшеница, арахис, лесные орехи, семечки, рыба и моллюски. Овощи, фрукты, зёрна и мясо значимыми аллергенами не считаются. Ранее существовали рекомендации отсроченного введения в пищу аллергенных продуктов (например, арахиса) среди детей из группы риска (то есть с пищевой аллергией, атопическим дерматитом, бронхиальной астмой или аллергическим ринитом), однако эти рекомендации не были обоснованы доказательной медициной. Существуют свидетельства того, что введение в пищу аллергенных продуктов в первый год жизни не сказывается на риске развития пищевой аллергии, атопического дерматита или астмы. Также есть свидетельства того, что введение в пищу арахиса или куриных яиц, наоборот, снижает риск развития аллергии на эти продукты в будущем. Введение в пищу аллергенных продуктов в течение первого года жизни считается наиболее перспективным направлением профилактики пищевой аллергии.
Рекомендации Европейской академии аллергологии и клинической иммунологии включают в себя введение в качестве прикорма арахиса среди популяций, в которых распространена аллергия на него (арахис должен быть в подходящей по возрасту форме), а также введение хорошо приготовленных или пастеризованных яиц. Наиболее подходящим возрастом для введения данных продуктов согласно исследованиям считается возраст от 4 до 6 месяцев. Также рекомендации включают в себя избегание дополнительного кормления смесью на коровьем молоке в первую неделю жизни.
Согласно UpToDate вводить прикорм детям из группы риска рекомендуется, давая поочерёдно один высокоаллергенный продукт в домашних условиях с постепенным увеличением его количества, если аллергические реакции отсутствуют. В случае же появления аллергической реакции или сильной экземы после употребления рекомендуется получение медицинской консультации.
В случае недоношенных детей согласно систематическому обзору 2021 года возможно введение в прикорм аллергенных продуктов и глютена со скорректированного возраста в 4 месяца.

## Формирование пищевого поведения
Наиболее распространёнными проблемами в плане питания в раннем детстве являются избирательность в еде и пищевая неофобия (нежелание пробовать новую еду). На будущую избирательность в еде могут влиять различные факторы, включая длительность кормления грудью, время ввода твёрдой пищи в рацион, используемые родителями практики введения прикорма, генетические предпосылки и сенсорные предпочтения. Важным является своевременное и регулярное введение в прикорм твёрдой пищи с разными вкусами и различной текстурой. С избирательностью в еде также ассоциируется запоздалое введение в рацион кусочковой пищи, поэтому считается, что кусочковую пищу важно начать вводить до 10-месячного возраста.